# Zabdilas

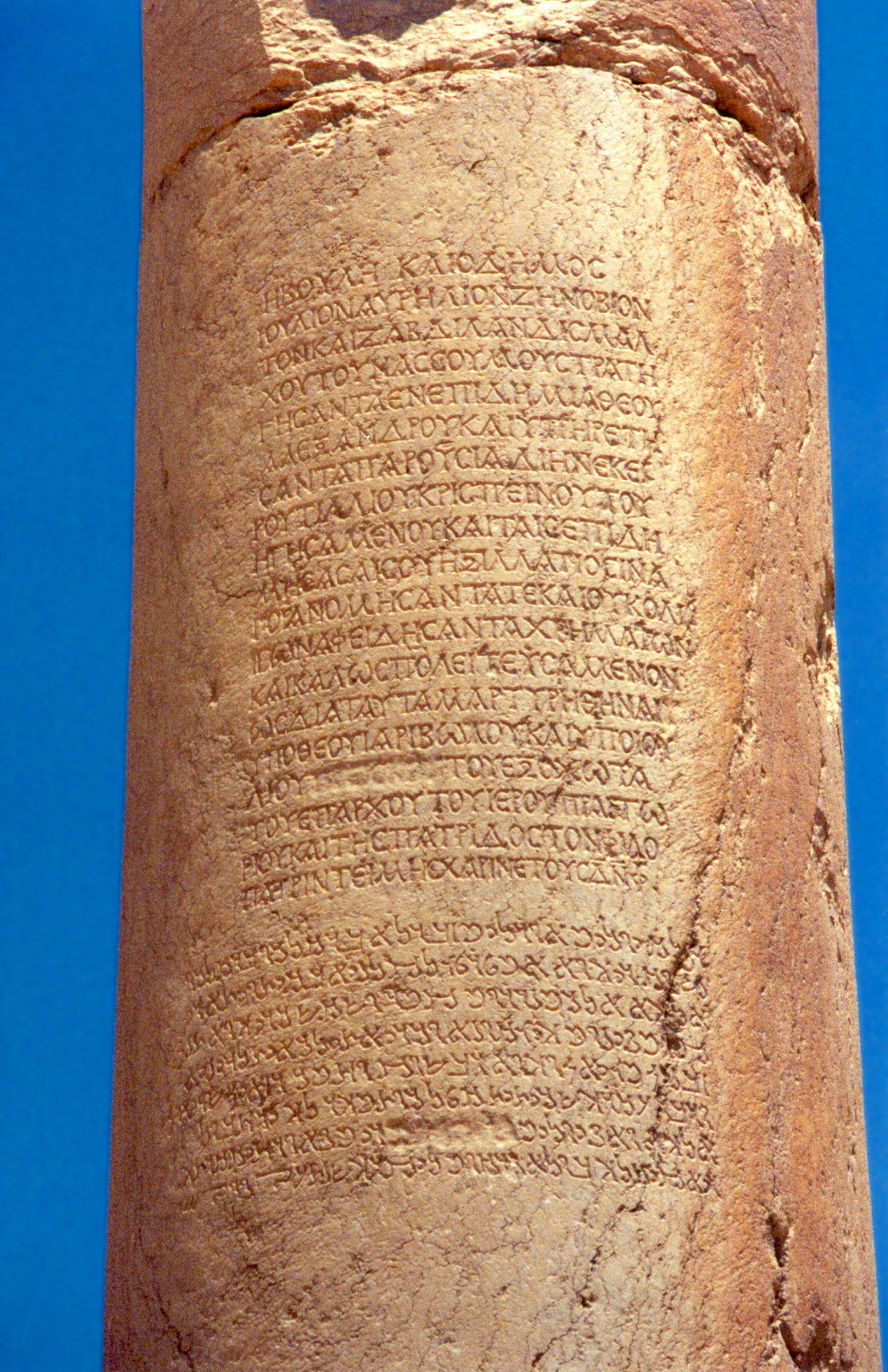
Colonne érigée en l’honneur de Zabdilas.

Julius Aurelius Zenobios dit Zabdilas est le nom d'un stratège de la colonie romaine de Palmyre en 231-232, sous Sévère Alexandre.

## Biographie
On voit son nom gravé sur une colonne érigée en son honneur. L’inscription bilingue datée de l’année 242-243 atteste la venue de l’empereur romain en 231-232, son aide aux troupes commandées par Rutilius Crispinus (en) et son rang de haut dignitaire alors chargé de la stratégie de la colonie. Il a été honoré par Julius Priscus et sacralisé en l’honneur du dieu Iarhibôl. Il avait exercé les fonctions d’agoranome avant l’arrivée de l’empereur en terre palmyrénienne.

### Famille
Son père et son grand-père paternel porte les noms de Malikû. Selon Fergus Millar, la proximité de son nom avec celui de Zénobie lui mène à supposer qu'il était le père de cette dernière; cependant ont connait grâce à d'autres sources, notamment épigraphique, que celui-ci se prénommai Antiochus,. Selon Christian Settipani, Zabdilas est le grand-père de Zénobie.